# Політехнічний факультет Монса
Інженерний факультет UMons (фр. Faculté Polytechnique de Mons (FPMs)) — інженерний факультет Університету Монса в регіоні Валлонія в Бельгії.
До злиття у 2009 році Політехнічного факультету Монса та Університету Монс-Ено FPMs був найстарішим університетом міста Монс і першою школою цивільного будівництва в Бельгії (1836). Її перша назва була École des Mines (Гірнича школа). Він є членом мережі Top Industrial Managers for Europe (TIME), асоціації 50 провідних інженерних шкіл і факультетів Європи. 1 січня 2009 року Інженерний факультет Монса та Університет Монс-Ено об’єдналися в новий університет під назвою Університет Монса (UMons).
Факультет організовує п'ятирічний курс і надає ступінь інженерії (Ir.) і магістра наук (MSc). Ступінь доктора прикладних наук (Dr.) також доступний на ФПМ.

## Викладання
Станом на 2005 рік на факультеті навчалося 1200 студентів, видано 170 дипломів на рік. Дипломи, які пропонуються на факультеті, включають:
- бакалавр наук в техніці
- магістр наук в інженерії (архітектура, хімія, електрика, комп’ютери та управління, механіка, гірнича справа та геологія).
- Доктор прикладних наук

## Дослідження
Дослідницькі групи на факультеті працюють у 25 лабораторіях у чотирьох дослідницьких центрах: Multitel, Materia Nova, Inisma та CETIC.

## Міжнародне партнерство
Факультет має 50 партнерів Erasmus та 25 прямих партнерств із закордонними університетами. Він є членом мережі TIME і пропонує подвійні ступені в таких інститутах, як:
- Технічний університет Відня
- Центральна школа Ліля
- Центральна школа Ліона
- Центральна школа Марселя
- Центральна школа Нанта
- École nationale supérieure de l'aéronautique et de l'space
- École supérieure d'électricité
- Політехніка Мілана
- Політехнічний університет Мадрида

## Галерея

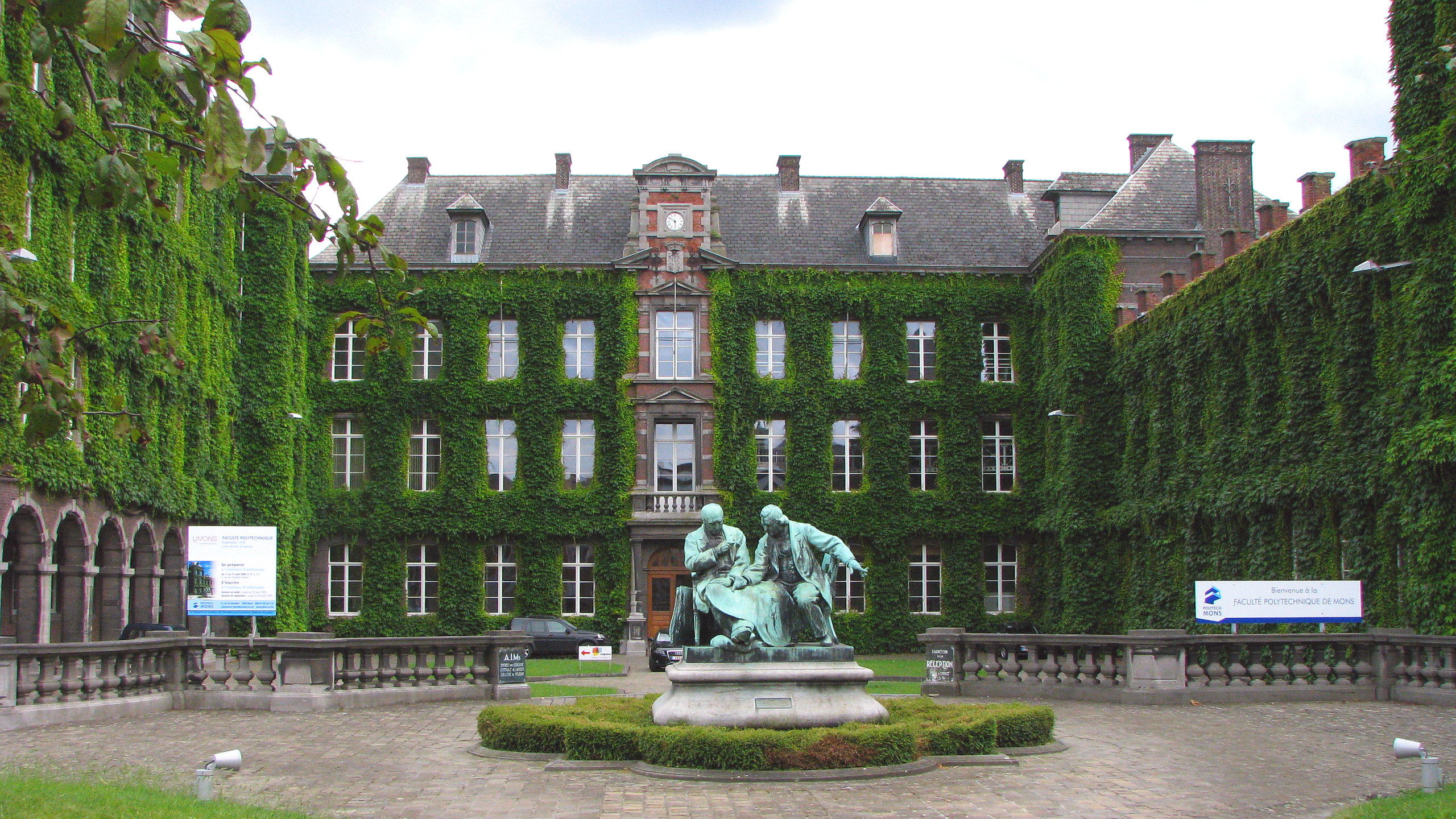
Université de Mons, перша будівля Політехнічного факультету Монсу (раніше будівля Collège de Houdain 1587 р.)
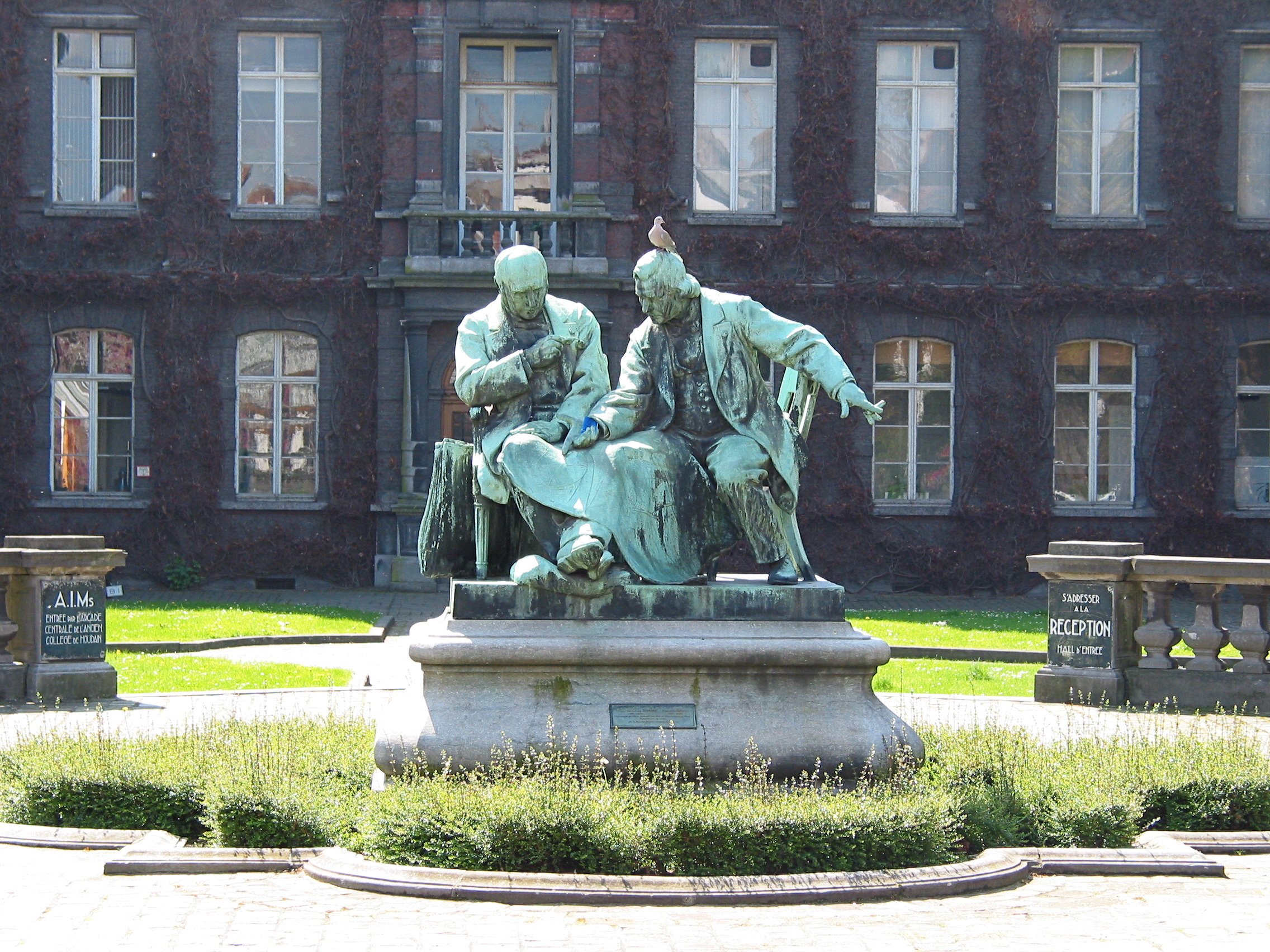
Старовинні будівлі FPMs (Політехнічний факультет Монсу) і статуя засновника, вулиця Гудена.
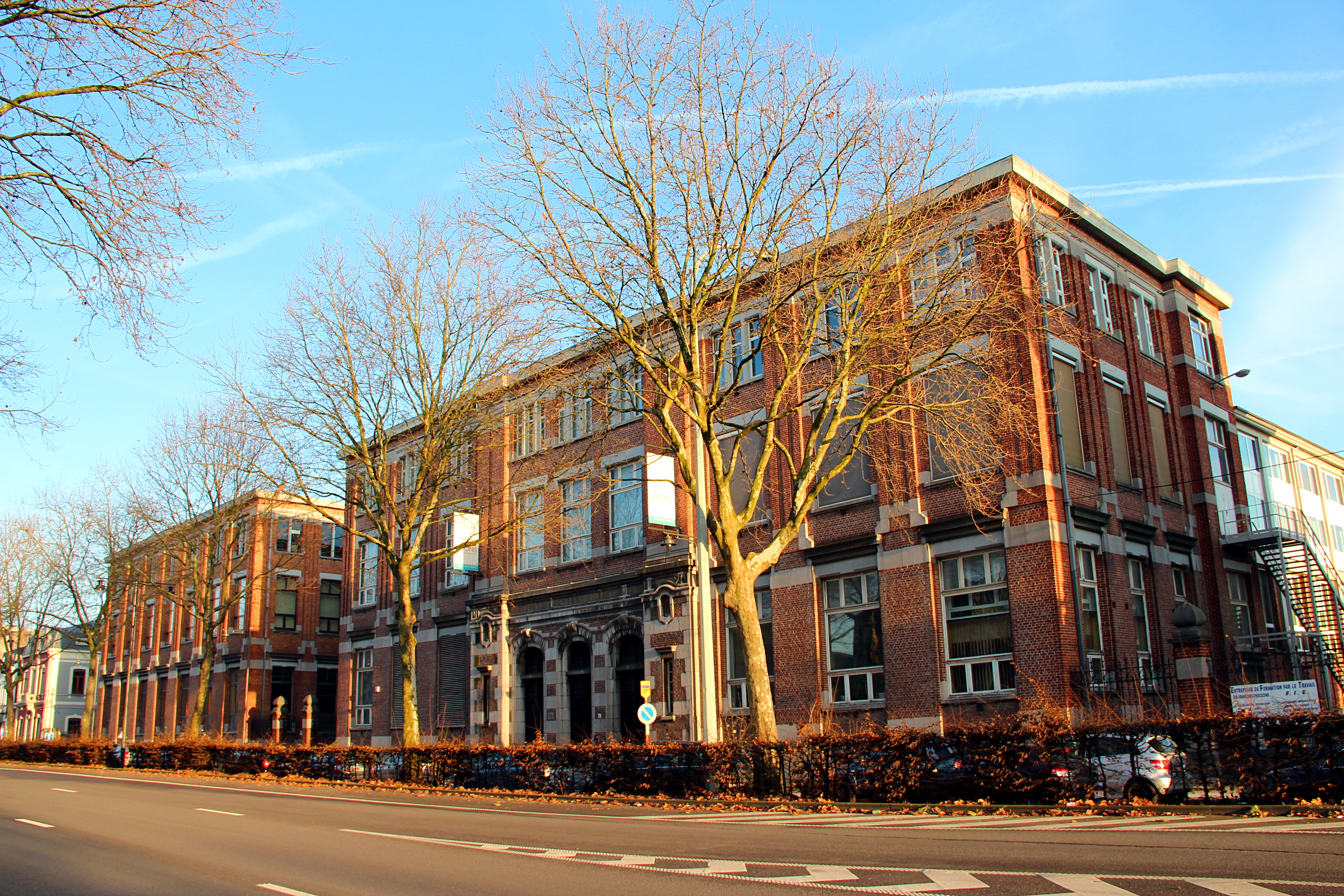
Будинки ФПМ, бульвар Долежа.